# Laddejaure
Laddejaure är en sjö i Arjeplogs kommun i Lappland och ingår i Skellefteälvens huvudavrinningsområde. Sjön har en area på 0,473 kvadratkilometer och ligger 1 093,6 meter över havet. Laddejaure ligger i Sulitelma Natura 2000-område.

## Delavrinningsområde
Laddejaure ingår i det delavrinningsområde (741143-150969) som SMHI kallar för Utloppet av Jurunjaure. Medelhöjden är 913 meter över havet och ytan är 25,05 kvadratkilometer. Räknas de 7 avrinningsområdena uppströms in blir den ackumulerade arean 177,32 kvadratkilometer. Avrinningsområdets utflöde Skellefteälven mynnar i havet. Avrinningsområdet består mestadels av kalfjäll (92 procent). Avrinningsområdet har 1,7 kvadratkilometer vattenytor vilket ger det en sjöprocent på 6,8 procent.